# Stephen Scott
Stephen Scott (* 13. März 1969 in Queens, NY) ist ein US-amerikanischer Jazzpianist des modernen und Mainstream-Jazz.

## Karriere
Er begann das Klavierspiel mit fünf Jahren, zeigte schnell Fortschritte, so dass er im Alter von zwölf Jahren Privatstunden an der Juilliard School of the Performing Arts erhielt. Die Grundlage liegen im klassischen Klavierspiel, dennoch beeinflussten ihn schon früh Reggae und Salsa (aus dem Radio). Zum Jazz fand er mit 18 Jahren, was Scott dem Saxophonisten Justin Robinson zuschreibt. Kurz darauf spielte er in der Band der talentfördernden Sängerin Betty Carter und begann bald darauf mit Musikern wie den Harper Brothers, Wynton Marsalis, Bobby Watson und Bobby Hutcherson zu arbeiten und aufzunehmen. Ab 1991 nahm er Mainstream-Alben für das Verve Label auf; er verwendet dabei gemischte Besetzungen aus anderen „Young Lions“ und altgedienten Musikern wie Joe Henderson, Ron Carter oder Elvin Jones. 1995 spielte er auf Joe Hendersons Erfolgsalbum Lush Life.
Sein Album The Beautiful Thing betonte Latin und Souleinflüsse jenseits einer Neoboptradition. Bei technisch brillanten Stil berücksichtigt er sehr behutsam die Tradition des Jazzpianos.